# Wielkie Rychnowo (gromada)
Wielkie Rychnowo – dawna gromada, czyli najmniejsza jednostka podziału terytorialnego Polskiej Rzeczypospolitej Ludowej w latach 1954–1972.
Gromady, z gromadzkimi radami narodowymi (GRN) jako organami władzy najniższego stopnia na wsi, funkcjonowały od reformy reorganizującej administrację wiejską przeprowadzonej jesienią 1954 do momentu ich zniesienia z dniem 1 stycznia 1973, tym samym wypierając organizację gminną w latach 1954–1972.
Gromadę Wielkie Rychnowo z siedzibą GRN w Wielkim Rychnowie utworzono – jako jedną z 8759 gromad na obszarze Polski – w powiecie wąbrzeskim w woj. bydgoskim, na mocy uchwały nr 24/16 WRN w Bydgoszczy z dnia 5 października 1954. W skład jednostki weszły obszary dotychczasowych gromad Rychnowo i Wielkie Rychnowo oraz część obszaru dotychczasowej gromady Srebrniki należąca do przysiółka Mariany ze zniesionej gminy Wielkie Rychnowo, ponadto pół enklawy z miasta Kowalewo oraz pół enklawy z dotychczasowej gromady Sierakowo ze zniesionej gminy Kowalewo, w powiecie wąbrzeskim, a także enklawa Osiek-Młyn z dotychczasowej gromady Gronowo ze zniesionej gminy Turzno w powiecie toruńskim w tymże województwie. Dla gromady ustalono 23 członków gromadzkiej rady narodowej.
1 stycznia 1956 gromadę włączono do nowo utworzonego powiatu golubsko-dobrzyńskiego w tymże województwie.
31 grudnia 1959 do gromady Wielkie Rychnowo włączono obszar zniesionej gromady Mlewo w tymże powiecie.
1 stycznia 1969 do gromady Wielkie Rychnowo włączono obszar zniesionej gromady Wielka Łąka w tymże powiecie.
Gromada przetrwała do końca 1972 roku, czyli do kolejnej reformy gminnej.